# Municipio de Allendale (Carolina del Norte)
El municipio de Allendale (en inglés: Allendale Township) es un municipio ubicado en el  condado de Hoke en el estado estadounidense de Carolina del Norte. En el año 2010 tenía una población de 722 habitantes.

## Geografía
El municipio de Allendale se encuentra ubicado en las coordenadas 34°52′10.59″N 79°17′56.14″O / 34.8696083, -79.2989278.